# Megalochóri (Méthana)
Megalochóri, en grec moderne : Μεγαλοχώρι, est un village du dème de Trézénie, en Attique, Grèce.
Selon le recensement de 2011, la population de la localité s'élève à 115 habitants.